# Bell P-39 Airacobra
El Bell P-39 Airacobra, fou un dels més famosos caces nord-americans durant la Segona Guerra Mundial.

## Desenvolupament i disseny
El 1937, l'USACC (Cos Aeri de l'exèrcit americà), anticipant-se a una possible guerra atesa la preocupant amenaça del rearmament alemany, va posar en marxa un projecte d'un avió de caça monoplaça tàctic. Bell Aircraft fou la primera empresa que va presentar el prototip, va ser, el P-39, un caça interceptor totalment innovador construït només amb metall.
Els primers prototips tenien un turbocompressor i van ser considerats satisfactoris per la USAF, la RAF va sol·licitar l'entrega immediata de 675. El 1939, per raons desconegudes encara, Bell va eliminar el turbocompressor, es diu que hauria pogut ser per falta de fluix de caixa, altres fonts indiquen que les proves al túnel de vent va convèncer els enginyers que no era necessari. Aquest fet va determinar el futur del P-39 Airacobra.
El P-39 fou el primer caça de la història que va portar un tren d'aterratge en configuració tricicle i el primer a tenir el motor en el centre posterior del fuselatge. Considerat al principi com un avió caça interceptor, de disseny innovador i aclamat com a avió de disseny revolucionari amb un disseny agradable. Les seves prestacions foren decebedores a la llarg en ser superadesper altres avions de l'època tant en maniobrabilitat, altura de cota, aparença, com en l'equilibri o la distribució del pes. Això va resultar significantment perjudicial, ja que la majoria de vegades, quan entraven en barrenes planes aquests no es recuperaven.

### Armament
Posseïa un canó M4 de 37 mm, amb un pes de 90 kg i una capacitat per a 30 projectils, el seu llarg era de 2,2 m i disparava a través de la boixa de l'hèlix. El volum de foc que desenvolupava aquest avió fou fatal per a qualsevol tipus d'avió que se li creués, aquesta fou el seu principal avantatge.

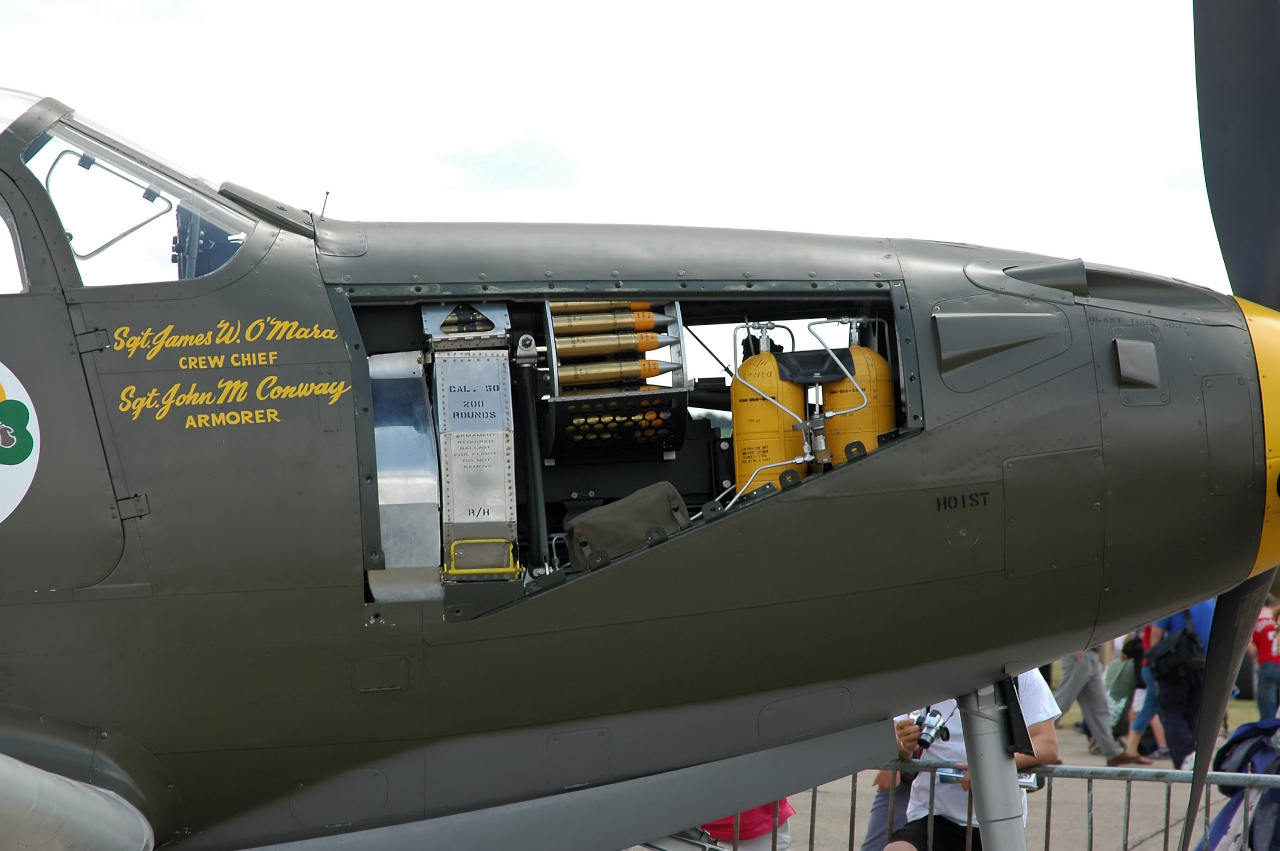
La badia d'armes d'un P-39Q.

El disseny del P-39 fou realitzat en funció de fer portar aquest canó dins del fuselatge de l'avió. A més a més portava quatre metralladores de 12,7 mm, dos a gòndoles a les ales i dues sobre el morro de l'avió. També fou dotat de dues ametralladores Browning M2 de 12,7 mm (Montades al morro) amb 200 projectils cadascuna i 4 metralladores Browning M1919 de 7,62 mm muntades a les ales, amb 300 projectils cadascuna. Portava un canó M4 (T9) de 37 mm.
Podia portar 200 kg de bombes externes i 6 coets.

### Motor

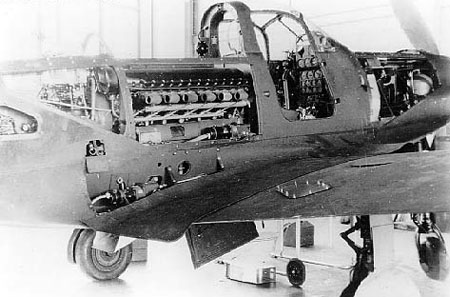
Centre del fuselatge amb els panels de manteniment oberts d'un Bell P-39 Airacobra

El principal propulsor era un motor Allison V-1017E-83 de 12 cilindres en línea, amb configuració tipus V, ubicat posteriorment a la cabina del pilot que feia d'escut de blindatje. Amb una potència escassa de tot just 1.200 hp que resultava insuficient a mesura que guanyava altura i al continu augment de pes de les posteriors variants del disseny.
Les preses d'aire pel refredament del radiador de refrigeració per aigua estaven ubicades en les vores d'atac de les ales. Encara que l'emplaçament central del motor era innovador, el disseny del P-39 es va veure entorpit per la manca d'un sobrealimentador eficient, que el limitava a combatre a baixes altituds (4.000 m).
S'accedia a l'avió mitjançant una porta amb frontisses lateral que s'obria tal qual la porta d'un automòbil i la seva carlinga integrada era de vidre en forma de bombolla amb visió en 280 °. Aquest detall era innovador en l'aviació, la finestreta de la porta es podia obrir amb una maneta a la mateixa manera d'un automòbil.
L'habitacle era bastant reduït i poc ergonòmic per vols llargs, és notable, que a causa de l'arbre de l'hèlix, el pis de l'habitacle era més elevat que en altres tipus d'avions. Un dels bons aspectes d'aquest avió era que les fuites i fonts productores de fums per incendis estava ubicats després del pilot.
El P-39 no va arribar a ser un aparell massa estimat pels aviadors, ja que tenia el greu inconvenient que si era tocat fatalment, el pilot no podia obrir la porta tipus automòbil per la pressió de l'aire a contracorrent i això dificultava enormement la fuita perdent segons preciosos.

## Historial operatiu
Els primers 280 P-39 fabricats van anar a parar a la Real Força Aèria (RAF), foren utilitzats tan sols dos dies en combats al Canal de la Manxa, i en vista de les molt decebedores prestacions, considerablement inferiors al Hurricane Mk.IIc o al Spitfire, es va cancel·lar immediatament l'enviament de la resta d'unitats sol·licitades. Només 80 P-39 foren mantinguts a l'Esquadró 601 de la Real Força Aèria (RAF). Els 200 avions restants foren enviats a l'URSS. Finalment la USAF va donar de baixa tots els P-39 Airacuda operatius a l'Agost del 1944.
El P-39 va tenir alguns èxits en el front del pacífic (batalla de Guadacanal) enfront dels avions japonesos. Però eren acotats a pilots amb experiència i talent que desenvolupaven bones tàctiques de combat traient-li profit a les poques avantatges que tenia aquest avió. Va ser molt més apreciat per atac a objectius en terra, suport a la infanteria o navals per al seu mortífer volum de foc contra objectius estacionaris.
El P-39 va ser utilitzat com caça d'atac en gran nombre per la Força Aèria Soviètica, i la Força aeronaval soviètica, a on se li va atribuir un nombre d'enderrocs total més gran que cap altre tipus de caça nord-americà per a sorpresa dels mateixos americans. En total es van transferir uns 4.773 P-39 Airacuda a la Unió Soviètica del total de 9.500 aparells fabricats per la Bell Aircraft, la taxa de baixes a la Unió soviètica fou de 1.030 P-39 enderrocats.
En efecte, els soviètics van alleugerir i millorar els P-39, augmentant la relació pes/potència i retardant el centre de gravetat i reduint pesos morts, eliminant, entre altres coses supèrflues, les ametralladores de les ales; però van apreciar el poder destructor del canó M4 de 37 mm, encara que es queixaven de la baixa cadència de tret. Durant la tardor de 1943, al 7è IAK, la Tinent-enginyera Tamara Bogdanovna Kozhevnikova va realitzar millores significatives, augmentant la resistència de la cèl·lula de l'aparell.

## Operadors
Australia.
- Real Força Aèria Australiana.

 França.
- Força Aèria Francesa.

 Itàlia.
- Aeronàutica Cobeligrant Italiana

 Itàlia.
- Força Aèria d'Itàlia.

 Polònia.

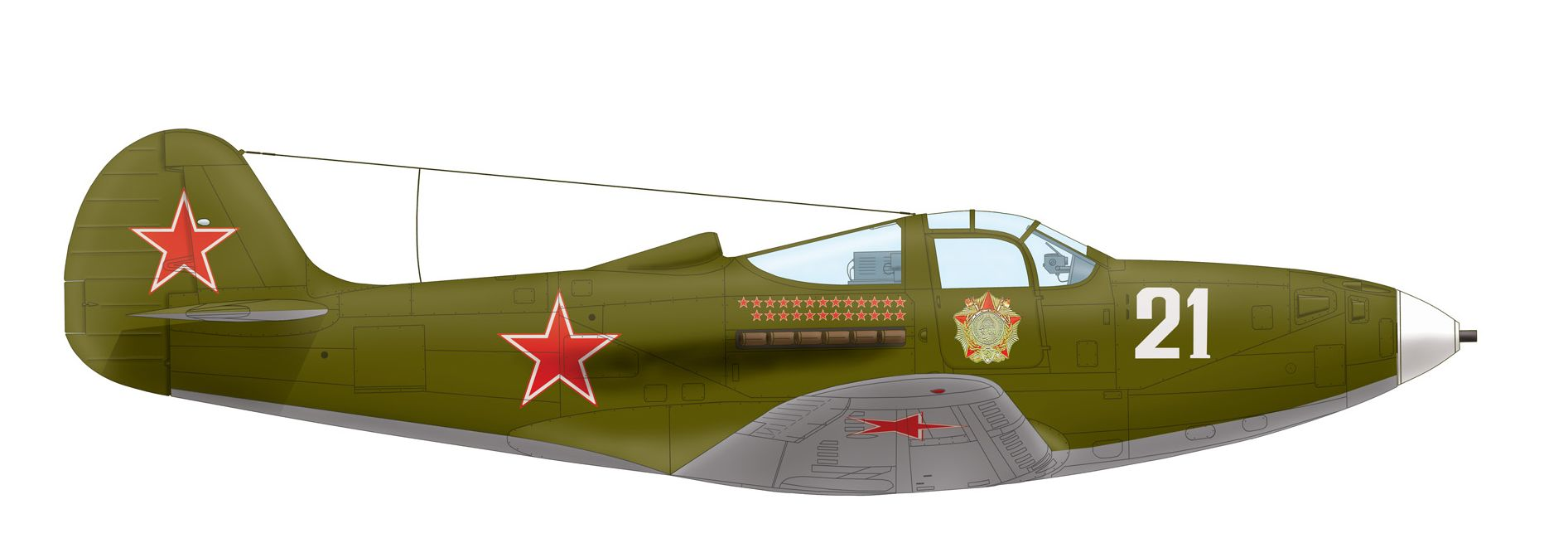
Bell P-39Q Airacobra

- Força Aèria Polonesa (Un avió operat; fou l'avió personal del general Fedor Polynin, Comandant de la Força Aèria Polonesa)

 Portugal.
- Escuadrinha Airacobra (Esquadró Airacobra) anomenat posteriorment Escuadrinha 4 (Esquadró Número 4)

 Unió Soviètica.
- Força Aèria Soviètica
- Aviació naval Soviètica.

 Regne Unit.
- Royal Air Force
- Royal Air Navy.

 Estats Units d'Amèrica.
- Força Aèria de l'Exèrcit dels Estats Units

## Carreres

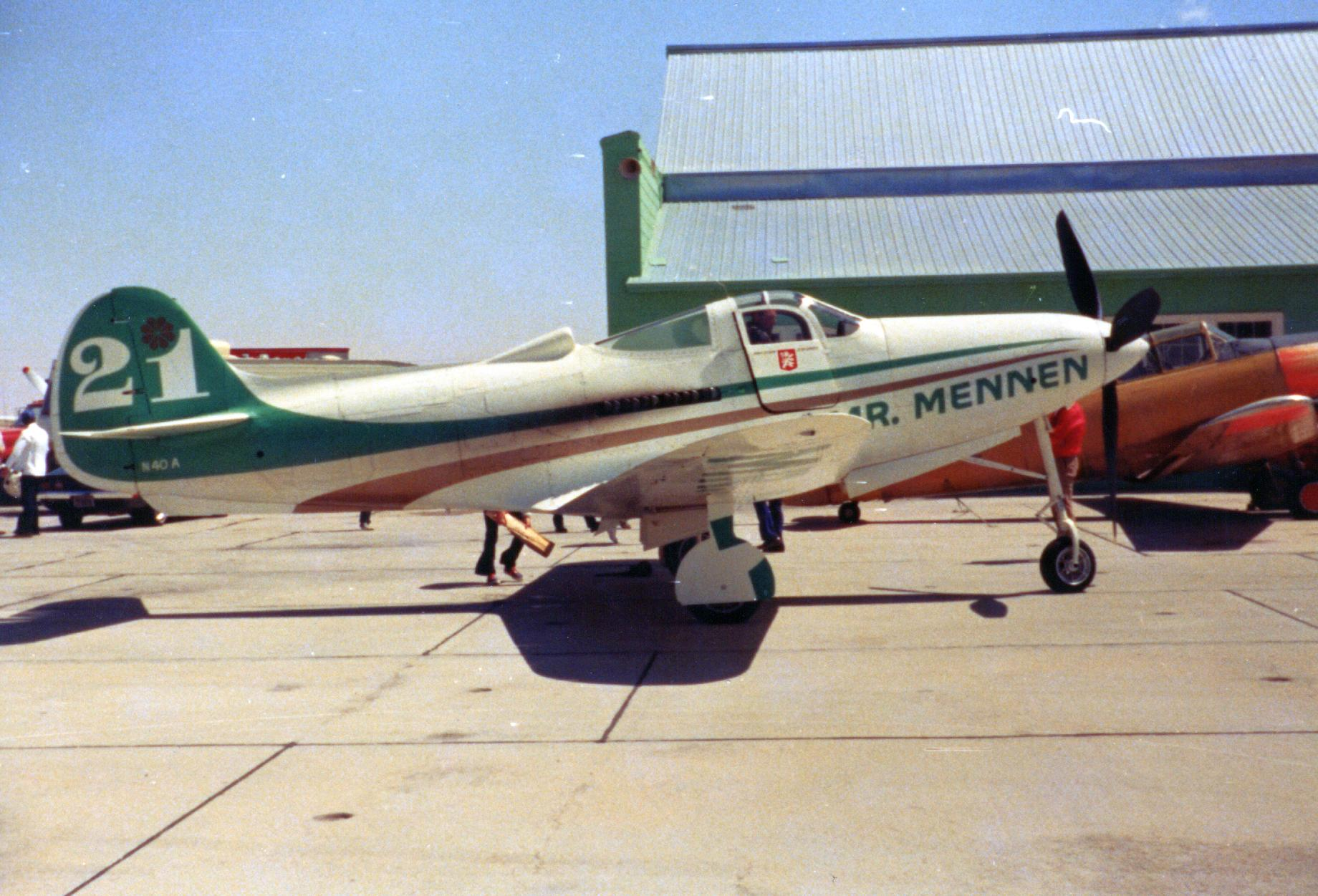
L'eslovac avió de carreres P-39Q "Mr. Mennen"

L'Airacobra va córrer en carreres nacionals de l'aire als Estats Units després de la Segona Guerra Mundial. Versions famosos utilitzats per a les carreres inclouen l'avió bessó conegut com a "Cobra I" i "Cobra II", de propietat conjunta entre tres pilots de proves de Bell Aircraft, Chalmers "Slick" Goodlin, Alvin M. "Tex" Johnston, i Jack Woolams. Aquests avions van ser modificats àmpliament per utilitzar el motor més potent P-63 i tenia prototips de pales de l'hèlix de la fàbrica Bell. "Cobra I", amb el seu pilot, Jack Woolams, estava perdut en 1946 durant un vol de prova sobre el llac Ontario, en caure la tarda, possiblement a velocitats de fins a 400 mph. L'avió sobtada i inexplicablement es va estavellar a l'aigua, trencant-se el moment de l'impacte.
La "Cobra II" (Race # 84) pilotat pel pilot de proves "Tex" Johnston, va vèncer a un P-51 modificat de carreres-, així com altres P-39 corredors (que eren els favorits), per a guanyar la cursa 1946 Trofeu Thompson. El Cobra II va competir de nou en el Trofeu 1947 Thompson, acabant tercer. El 1948 Thompson trofeu, no va poder acabar a causa de les dificultats del motor. Cobra II no va competir de nou i va ser destruït el 10 agost 1968 durant un vol de prova abans d'una temptativa en el rècord de velocitat d'aire de pistó del motor mundial, quan el propietari-pilot Mike Carroll va perdre el control i es va estavellar. Carroll va morir i el P-39 altament modificat va ser destruït.
El P-39Q Eslovac "Mr. Mennen" va ser un polot molt ràpid; una arribada tardana en 1972 va mantenir el 2.000 hp (1.491 kW) corredor de les carreres de Reno, i mai s'ha introduït de nou. La seva combinació de colors era tot blanc amb "Mennen" ajust verd i bronze. Ella ara és propietat i està representat per l'Air Zoo Kalamazoo, en l'esquema de color de la P-400 "Whistlin' Britches."

## Llegat
Un P-39 que va servir en el Front Soviètic fou trobat intacte el 2012 en un llac al nord del que avui és Rusia. Es conserven diverses unitats supervivents en diferents museus europeus i americans, sorprenentment algunes d'elles encara estan en condicions de volar.

## Especificacions

### Característiques generals
- Tripulació: 1
- Funció primària: Bombarder en picat
- Longitud: 9,2 m (30,2 ft)
- Envergadura: 10,4 m (34 ft)
- Altura: 3,6 m (11,8 ft)
- Pes en buit: 2.540 kg
- Pes carregat: 3.800 kg
- Planta motriu: 1× Allison V-1710-83, V12.
- Poténcia: 883 kW (1 184 HP; 1 200 CV)
- Hélix: 1× tripala per motor.

### Rendiment
- Velocitat màxima operativa: 621 km/h (386 MPH; 335 kt)
- Velocitat de creuer: 322 km/h (200 MPH; 174 kt)
- Abast: 1 046 km (565 nmi; 650 mi)
- Sostre de servei: 9 800 m (32 152 ft)

### Armament
- Metralladores: ×6 
  - 2x Browning M2 de 12,7 mm montades al morro de l'avió, amb 200 projectils cadascuna.
  - 4x Browning M1919 de 7,62 mm montades a les ales, amb 300 projectils cadascuna.
- Canons: 1× Canó M4 (T9) de 37 mm.
- Punts d'ancoratge: Diversos amb una capacitat de 230kg per a carregar una combinació de:
  - Bombes 200 kg de bombes externes.
  - Coets 6× coets.